# Alex Haley's Queen
Alex Haley's Queen is een Amerikaanse televisieserie uit 1993 naar het boek Queen, het vervolg op Roots: Wij zwarten, van Alex Haley. De serie volgt (niet chronologisch) op de televisiefilm Roots: The Gift uit 1988. Naast Roots: The Gift verschenen nog de series Roots in 1977 en Roots: The Next Generations in 1979, gevolgd door een remake in 2016, eveneens getiteld Roots. In tegenstelling tot de vorige verhalen uit deze reeks focust deze serie zich op Haley's familie langs vaders kant.

## Verhaal
Het verhaal begint omstreeks halverwege de negentiende eeuw, en volgt het leven van Queen, de grootmoeder van Alex Haley.

## Hoofdrolspelers
- Halle Berry - Queen
  - Raven-Symoné - Queen (age 5)
- Christopher Allport - Union Officer
- Ann-Margret - Sally Jackson
- Dan Biggers - George
- Leo Burmester - Henderson
- Patricia Clarkson - Lizzie Perkins
- Frances Conroy - Mrs. Benson
- Tim Daly - Col. James Jackson Jr.
- Ossie Davis - Parson Dick
- Victor Garber - Digby
- Danny Glover - Alec Haley
- Ed Grady - Doctor
- John Griesemer - Doctor
- George Grizzard - Mr. Cherry
- Tim Guinee - Wesley
- Jasmine Guy - Easter
- Linda Hart - Mrs. Henderson
- Sada Thompson - Miss Mandy
- Elizabeth Wilson - Miss Giffery
- Erik King - Davy
- Dennis Haysbert - Davis
- Tommy Hollis - Fred
- Richard Jenkins - Mr. Benson
- Christine Jones - Sarah Jackson
- Jane Krakowski - Jane
- Patrick Malone - Simon
  - Jussie Smollett - Simon (age 11)
- Peter Maloney - Perkins
- Lonette McKee - Alice
- Kelly Neal - Henry
  - Kenny Blank - Henry (age 11)
- Daryl 'Chill' Mitchell - Abner
  - Chaz Lamar Shepherd - Abner (age 11)
- Charlotte Moore - Mrs. Perkins
- Martin Sheen - James Jackson Sr.
- Madge Sinclair - Dora
- Lorraine Toussaint - Joyce
- Eric Ware - Micah
- Paul Winfield - Cap'n Jack
- Samuel E. Wright - Alfred
- Tom Nowicki - Kirkman
- Richard Poe - James Jackson Jr.
- Kathryn Firago - Sassy
- Michael Edward - Judge
- Lane Bradbury - Mother
- Sue Ann Gilfillan - Teacher
- Beth Dixon - Nurse
- Michael L. Nesbitt - Porter
- Alan North - Bishop
- Danny Nelson - Warden
- Isiah Whitlock jr. - Preacher
- Walton Goggins - Young Man #1